# 1861 aux échecs
| Années des échecs : 1858 - 1859 - 1860 - 1861 - 1862 - 1863 - 1864    |
| Décennies des échecs : 1830 - 1840 - 1850 - 1860 - 1870 - 1880 - 1890 |

Cet article présente les faits marquants de l'année 1861 aux échecs.

## Événements majeurs

### Quatrième congres britannique d'Echecs 1861 Bristol

#### Premier Tour / Quart de finale
- Louis Paulsen - Ignatz Kolisch 2-1
- Samuel Boden - Bernhard Horwitz 1-0
- William Wilson - Charles Stanley 1-0
- William Wayte -  Thomas Hampton 1-0

#### Deuxième Tour / Demi - finale
- Louis Paulsen - William Wilson 1-0
- Samuel Boden - Wiliam Wayte 1-0

#### Finale
- Louis Paulsen - Samuel Boden 1- 0[1]

### Louis Paulsen - Ignatz Kolisch 1861 Londres
| Parties        | 1   | 2   | 3   | 4   | 5   | 6  | 7   | 8   | 9   | 10  | Score | Score |
| -------------- | --- | --- | --- | --- | --- | -- | --- | --- | --- | --- | ----- | ----- |
| Louis Paulsen  | 1/2 | 0   | 1   | 1/2 | 1   | 1  | 1/2 | 1/2 | 1/2 | 1/2 | 6     | 6     |
| Ignatz Kolisch | 1/2 | 1   | 0   | 1/2 | 0   | 0  | 1/2 | 1/2 | 1/2 | 1/2 | 4     | 4     |
| Parties        | 11  | 12  | 13  | 14  | 15  | 16 | 17  | 18  | 19  | 20  | Score | Score |
| Louis Paulsen  | 1   | 1/2 | 1/2 | 1   | 1/2 | 1  | 1/2 | 0   | 0   | 0   | 11    | 11    |
| Ignatz Kolisch | 0   | 1/2 | 1/2 | 0   | 1/2 | 0  | 1/2 | 1   | 1   | 1   | 9     | 9     |
| Parties        | 21  | 22  | 23  | 24  | 25  | 26 | 27  | 28  | 29  | 30  | 31    | Score |
| Louis Paulsen  | 1/2 | 0   | 1/2 | 1   | 1/2 | 0  | 1/2 | 1/2 | 1/2 | 1/2 | 1/2   | 16    |
| Ignatz Kolisch | 1/2 | 1   | 1/2 | 0   | 1/2 | 1  | 1/2 | 1/2 | 1/2 | 1/2 | 1/2   | 15    |

## Tournois

### Tournoi du St Georges Chess Club 1861 Londres

#### Finale
- John Owen - Catley Stewart 2-0[23]

### Tournoi du St James Chess Club 1861 Londres

#### Finale
- Johann Lowenthal - RJ Cruikshank 2-0[24] (avec handicap pion et 2 coup)

### West Yorkshire Chess Association 1861 Leeds

#### Finale
- Walter Parrat - Charles Stanley par Forfait[25]

### Troisième tournoi libre de New York 1861

#### Finale
- James Leonard - Napoleon Marache 3.5 - 0.5

### Grand tournoi du New York Chess Club 1861

#### Finale
- James Leonard - Sam Loyd 2-0

## Championnats nationaux
- Royaume de Prusse, WDSB : La première édition du championnat de la WDSB[Note 1] ne permet pas de désigner un champion.
- Wilhelm Steinitz remporte le tournoi de Vienne et devient champion d'Autriche.

## Naissances
- Curt von Bardeleben
- Johann Bauer
- Albert Hodges